# Untergrundkirche
Untergrundkirchen sind christliche Gemeinschaften, die sich aufgrund staatlicher oder geistlicher Repression und Verfolgung im Geheimen und in Privathäusern zu Gottesdiensten und Versammlungen treffen.
Mit Kryptochristentum („verborgenes Christentum“) bezeichnet man die verborgene Ausübung des christlichen Glaubens, bei einem gleichzeitigen öffentlichen Bekenntnis zu einer anderen Religion. Kryptochristen („verborgene Christen“) sind demnach Menschen, die christliche Bräuche und Traditionen befolgen, obwohl sie formell einer anderen Glaubensgemeinschaft angehören.
Das frühe Christentum war zur Zeit seiner Verfolgung durch die Römer eine Untergrundkirche. Die französischen Hugenotten und die Böhmischen Brüder organisierten sich nach Beginn der Verfolgungen im Geheimen, mithin im Untergrund.

## Abgrenzung
- Bei „Kryptokonfessionen“ wie Kryptocalvinismus, Kryptokatholizismus und Kryptoprotestantismus handelte es sich um die Ausübung christlicher Riten, die der (christlichen) Landeskonfession eigentlich widersprachen und deshalb verheimlicht oder als der Landeskonfession genügend verbrämt wurden. Solche Umstände standen beispielsweise zwischen der Konfessionalisierung und der Church of England im Vordergrund. Vom 16. bis ins späte 18. Jahrhundert waren in Irland der öffentliche Gottesdienst und alle historischen Kirchengebäude der anglikanischen Church of Ireland vorbehalten. So wurde der Katholizismus im Verborgenen praktiziert.
- Als Kryptojuden werden gelegentlich Konvertiten (vom Judentum zu einer anderen Religion) bezeichnet, die entgegen ihrer öffentlichen Religionszugehörigkeit sich weiterhin der alten Religion verbunden fühlen und im Geheimen jüdische Kultur und Religion praktizieren. Ein Beispiel dafür sind sogenannte Marranen und ihre Nachkommen.
- Bei verschiedenen schiitischen Gruppen ist Taqīya geltendes Prinzip, wonach es bei Zwang oder Gefahr für Leib und Besitz erlaubt ist, rituelle Pflichten zu missachten und den eigenen Glauben zu verheimlichen.

## Verbreitung und Geschichte
In islamisch geprägten Ländern finden sich in kleinen Netzwerken als Untergrundkirche betriebene Glaubensgemeinschaften. Sie bestehen u. a. im Iran, in Afghanistan oder in Somalia, wie auch besonders in Saudi-Arabien zumeist aus christlichen Konvertiten vom Islam, die somit nicht an Gottesdiensten der traditionellen Kirchen teilnehmen können. Im Iran werden regelmäßig Leiter und Mitglieder dieser Hauskirchen festgenommen und zu Gefängnisstrafen verurteilt.

### Albanien und Kosovo
Der Ursprung des Christentums lässt sich zurückführen auf die Zeit der Apostel. Mit dem Einzug der Osmanen begann dann im 14. Jahrhundert auch der Prozess der Islamisierung im damals christlichen Balkangebiet. Dieser Prozess fand relativ zügig statt, was vor allem auf rechtliche und wirtschaftliche Vorteile einer Konversion zum Islam zurückzuführen ist. Muslime waren im osmanischen Reich gleichgestellt, während als Andersgläubige eine zum Teil hohe „Kopfsteuer“ zahlen musste. So entwickelte sich neben einem synkretistischen Zusammenleben zwischen Anhängern des christlichen und muslimischen Glaubens, in welchem sich Bräuche beider Religionen in einer Art des Kryptochristentums vermischten. Albert Ramaj beschreibt dies in Krypto-Christentum im Kosovo: „Viele christliche Albaner gaben sich den osmanischen Behörden gegenüber als Muslime aus und trugen muslimische Vornamen. Viele Christen haben also lange Zeit, z. T. bis ins 19. Jahrhundert, eine Doppelexistenz bzw. eine Art Doppelbekenntnis geführt, ohne dass den osmanischen Behörden dies besondes aufgefallen wäre.“

### Japan
Seit der Einführung des Christentums in Japan 1550 durch den heiligen Francisco de Xavier wurde das Christentum als Gefahr für die Macht des Shōgun gesehen. 1643 wurde das Christentum verboten, alle Kirchen zerstört und der christliche Einfluss systematisch ausgelöscht. Das Verbot wurde erst 1858 wieder aufgehoben. Während dieser Zeit bildete sich in Japan die kryptochristliche Gruppierung Kakure Kirishitan.

### Korea
Im kommunistischen Nordkorea wird der katholische Glaube als Untergrundkirche im Geheimen geführt. Hierbei spielt der Personenkult um die Führer eine zusätzliche Belastung zur Geheimhaltung der Religiosität. Das christliche Hilfswerk Open Doors schätzt, dass sie aus etwa 300.000 Christen besteht.

### Türkei
Während die Christen in der türkischen Republik aufgrund des Völkermords an den Armeniern, den Aramäern und der Massaker an den Pontosgriechen eine sehr kleine Minderheit bilden, Schätzungen nach von 100.000 bis 120.000 Christen, bildeten Armenier und Griechen mit ca. 3 Millionen Anhängern eine beachtlich größere Gruppe zu Zeiten des osmanischen Reiches. Bezüglich der Existenz von Kryptochristen äußert sich Tessa Hofmann wie folgt: 

„In der Türkei leben Hunderttausende – nach schwer überprüfbaren Schätzungen sogar Millionen – Menschen, deren christliche Vorfahren durch steuerliche Benachteiligung oder direkten Druck gezwungen wurden, sich zum Islam zu bekehren. Sie haben oft ihre Sprachen bewahren können und praktizieren teilweise christliches (Relikt-)Brauchtum.“

### Tschechien
Hauptartikel:
Liste der Geheimbischöfe der Römisch-katholischen Kirche in der Tschechoslowakei
Römisch-katholische Kirche in Tschechien#Unterdrückte Kirche unter kommunistischer Herrschaft

### Zypern
Nach der Eroberung von Zypern durch das Osmanische Reich im Jahre 1571 und der darauf folgenden Einwanderung von Muslimen auf die zuvor vor allem von orthodoxen und katholischen Christen bewohnte Insel, konvertierten mehrere Tausend Christen zum Islam. Nachdem Zypern von den Osmanen an die Briten verpachtet wurde, wollte die Kirche sie nicht mehr aufnehmen. So blieben viele dieser Kryptochristen weiterhin Muslime. Die Linobambaki sind Kryptochristen von Zypern.

### Albanien und Kosovo
- Peter Bartl: Kryptochristentum und Formen des religiösen Synkretismus in Albanien. In: Grazer und Münchener Balkanologische Studien. München 1967. S. 117–127 (= Beiträge zur Kenntnis Südosteuropas und des Nahen Orients 2).
- Daniel Klingenberg: Verborgene Christen. Christ und Moslem zugleich: Die Doppelexistenz der «Kryptochristen» in Kosovo. Tagblatt (St. Gallen), 26. Mai 2007, S. 27.
- Shan Zefi: Islamization of Albanians through centuries. Prizren 2006.
- Georg Stadtmüller: Die Islamisierung bei den Albanern. In: Jahrbücher für Geschichte Osteuropas (JbbGOE), N.F. 3-30 (1955), S. 404–429.

### Tschechoslowakei
- Ondřej Liška: Jede Zeit ist Gottes Zeit. Die Untergrund-Kirche in der Tschechoslowakei, 1948–1989. Benno, Leipzig 2003, ISBN 3-7462-1584-6.
- Erwin Koller, Peter Križan (Hrsg.): Die verratene Prophetie. Die tschechoslowakische Untergrundkirche zwischen Vatikan und Kommunismus. Edition Exodus, Luzern 2011, ISBN 978-3-905577-79-2.